# 門野晴子
門野 晴子（かどの はるこ、1937年10月12日 - ）は、日本の教育評論家、ノンフィクション作家。

## 来歴
旧姓：太田。東京・浅草出身。東京都立竹台高等学校卒業。商社勤め、専業主婦を経て、様々な市民運動に参加。奈良県に転居後は話し方教室の講師を務め、フェミニストセラピィ「いかるが」を開設。
1982年に『わが家の思春記』を執筆。
軽薄で刺激的な物言いが特徴的。
1989年には「ちきゅうクラブ」から参議院比例区に立候補するも、落選となった。

## 著書
- 少年は死んだ／中野・富士見中“いじめ地獄”の真実
- 寝たきり婆あ、たちあがる!! 女四代、「極楽」の日々　※NHK連続テレビ小説1998年度前期「天うらら」原案
- 寝たきり婆あ猛語録　※NHK連続テレビ小説1998年度前期「天うらら」原案
- 星の国から孫ふたり バークレーで育つ「自閉症」児　※2009年に映画化